# Charivari (Schmuckkette)

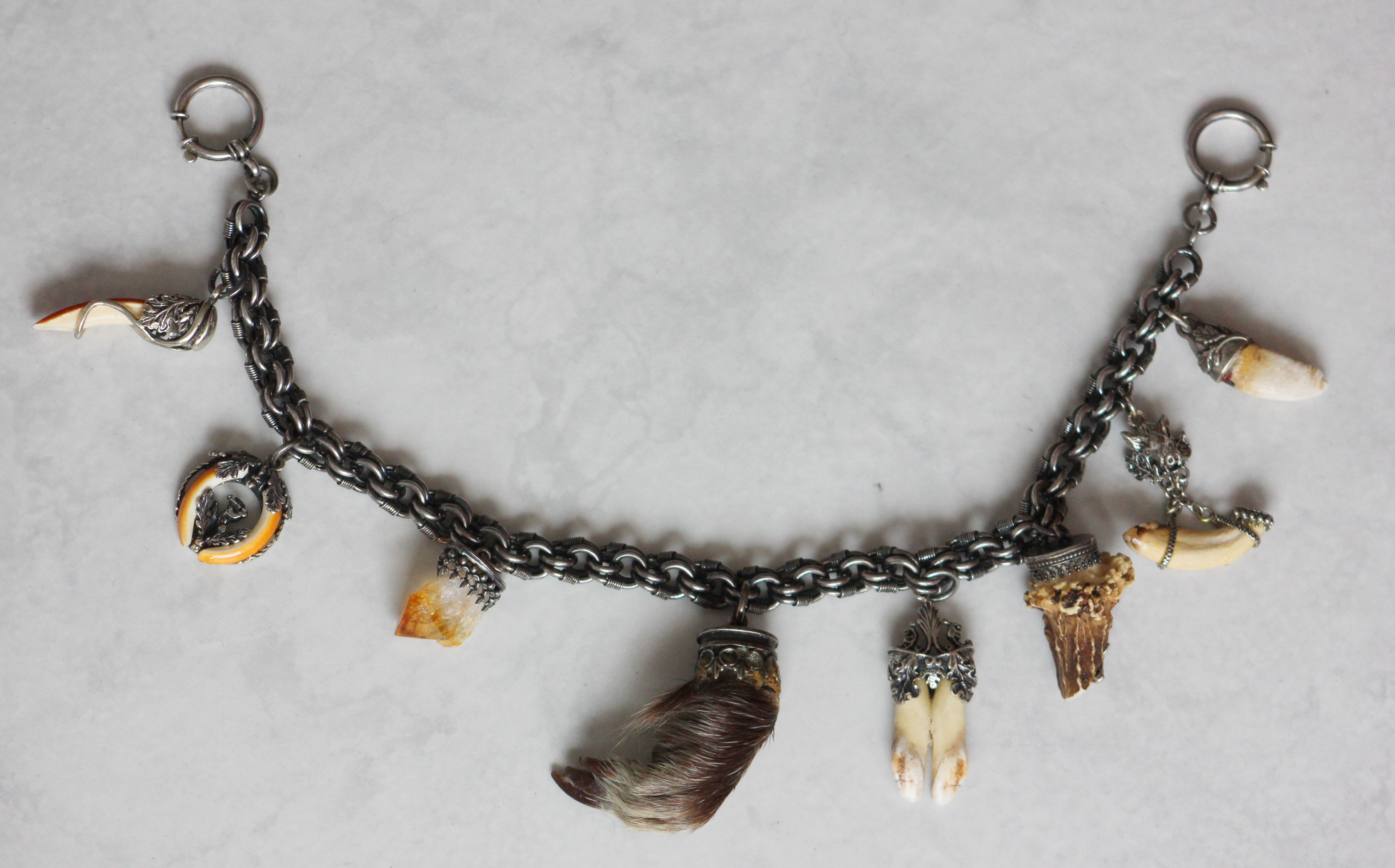
Traditionelles Charivari: Silberkette mit Anhängern

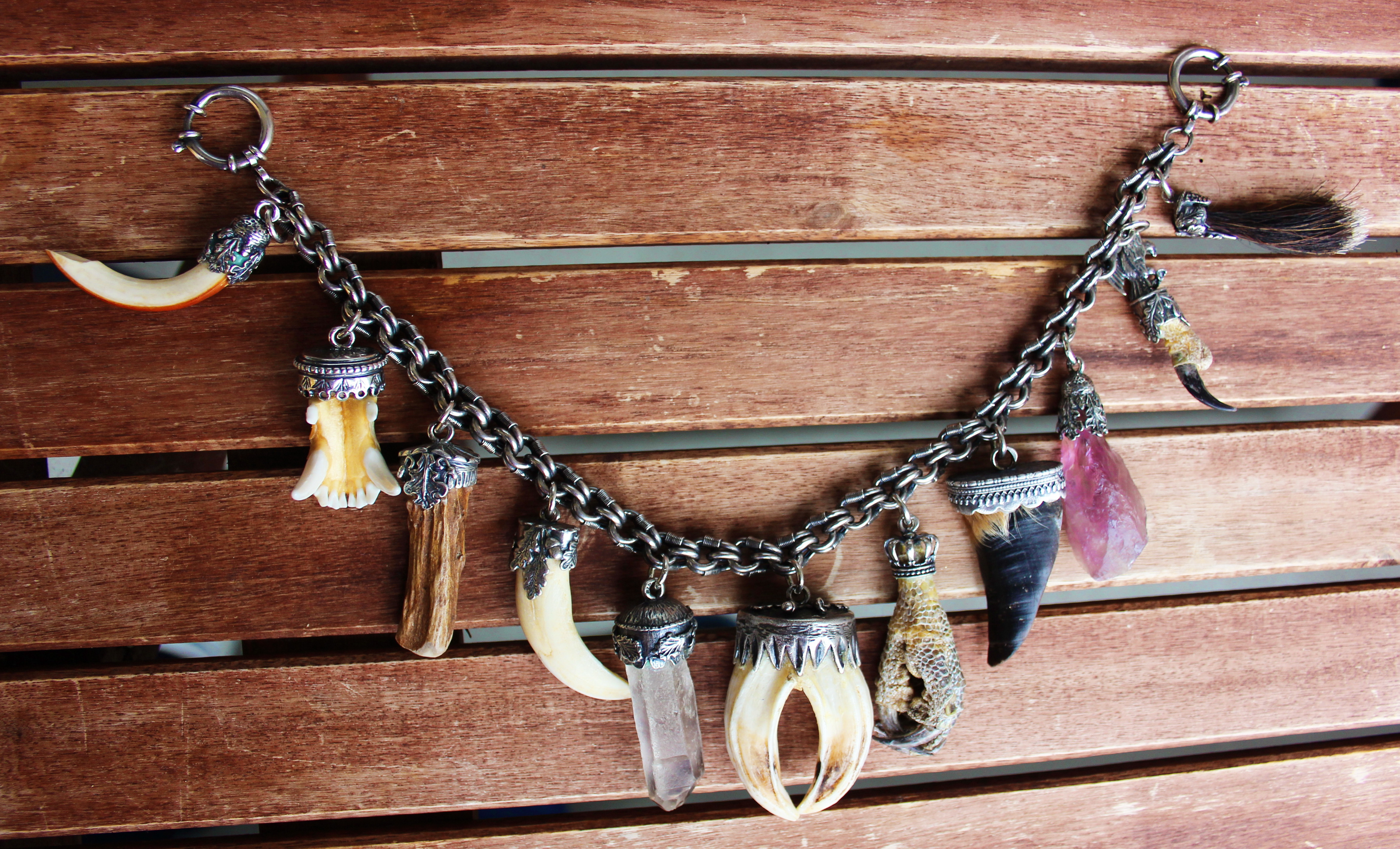
Charivari mit großen Anhängern

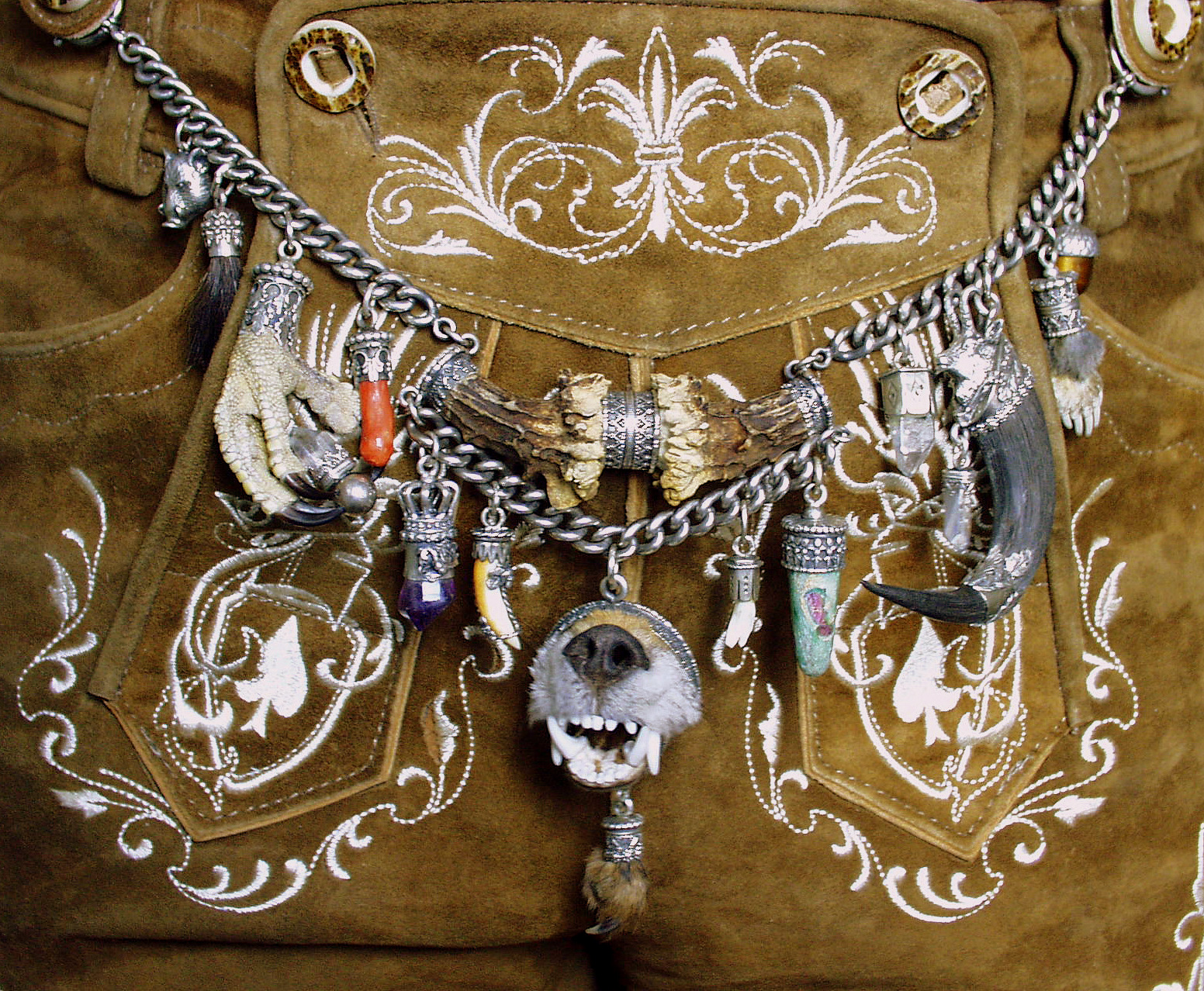
„Klassisches“ Jagd- und Prunk-Charivari, u. a. mit Fuchsschnauze als Zentrum, Halbedelsteinen, links Greifvogelkralle, rechts Horn einer Gämse („Gamskrickerl“) und Maulwurfspfote („Schergraberl“). Oberbayern, Ende 20. Jh.

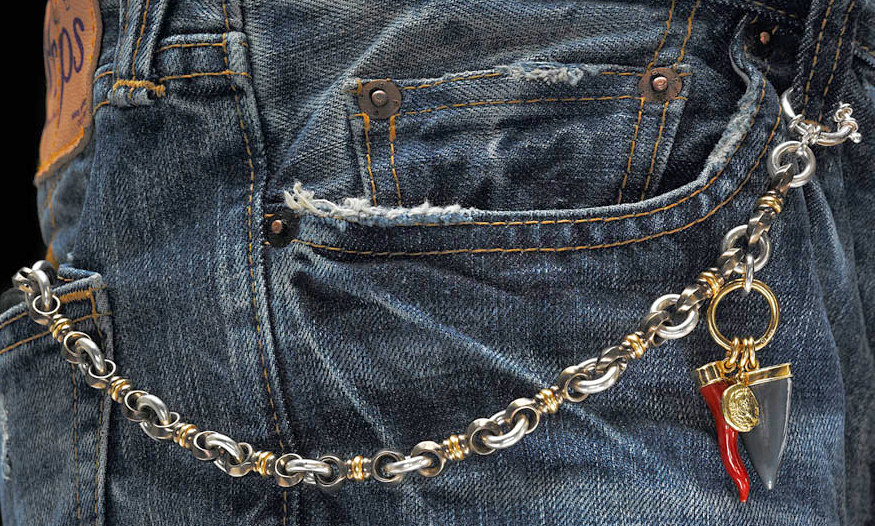
Modernes Charivari, an Jeans getragen

Ein Charivari (gesprochen „Schariwari“) ist eine massiv silberne oder seltener versilberte
Schmuckkette, an der Berlocken, d. h. Edelsteine, Geldstücke (Silbermünzen und Medaillen), Hornscheiben, Grandeln, Kümmerer (verkümmerte Hirsch- oder Rehgeweihe), Tierpfoten, Dachsbärte, Zähne von jagdbaren Tieren oder Ähnliches angebracht sind.

## Wortherkunft
Das französische Wort charivari kam in der napoleonischen Zeit (in Breisach bereits 1788 nachgewiesen; Quelle: Stadtarchiv Breisach Bestand 2 Nr. 5161 S. 46)  in den deutschen Sprachraum. Es bedeutet im Französischen so viel wie „Lärm“, „Radau“, „Katzenmusik“ oder „Spektakel“. Daraus ergaben sich im Deutschen zunächst die Bedeutungen „Katzenmusik“ und „Durcheinander“.
Altfranzösisch chalivali hatte im 14. Jahrhundert die Bedeutung „Lärm, der mit Töpfen und Pfannen veranstaltet wird“. Das Wort geht über spätlateinisch caribaria „schwerer Kopfschmerz“ zurück auf griechisch karebaria „Kopfschmerz“, eine Zusammensetzung aus kare „Kopf“ und barys „schwer“.

## Ursprung und Verbreitung
Traditionell wird es von Männern am Hosenlatz der Trachtenlederhose getragen. Das Charivari diente als Schmuck oder als Talisman für eine erfolgreiche Jagd und war für die Landwirte ein wertvolles Statussymbol. Entstanden ist das Charivari wahrscheinlich aus einer Uhrenkette, die am Knopfloch der Trachtenweste befestigt und von Zeit zu Zeit mit diversen Trophäen behängt wurde. Es durfte nicht gekauft, sondern höchstens verschenkt werden, es wurde über Generationen weitervererbt. Es gibt uralte Charivaris, die einen Wert von über 10.000 Euro haben.
Charivaris sind im gesamten Ostalpenraum verbreitet. Das Tragen ist derzeit wieder in Mode gekommen und wird von immer mehr Trachtenvereinen bayernweit eingeführt und wiederbelebt.

## Varianten
Die Länge eines Charivaris für Männer beträgt in der Regel 33 cm; es ist entweder aus 800er oder neuere auch aus 925er Silber gefertigt. Ketten für Frauen sind wesentlich filigraner, meist aus sogenannten Erbsketten; sie können ebenfalls mit kleinen Talismanen, die aus massivem Silber gegossen sind, behängt werden (z. B. Fuchsköpfe, kleine Rehgeweihe, kleine Münzen).
Es gibt daneben auch Charivaris, die sehr aufwendig aus zusammengesetzten Rehgeweihen oder Fuchszähnen gefertigt sind. Bei modernen Charivaris verzichtet man teilweise auf tierische  Materialien und ersetzt diese z. B. durch Metallgüsse.

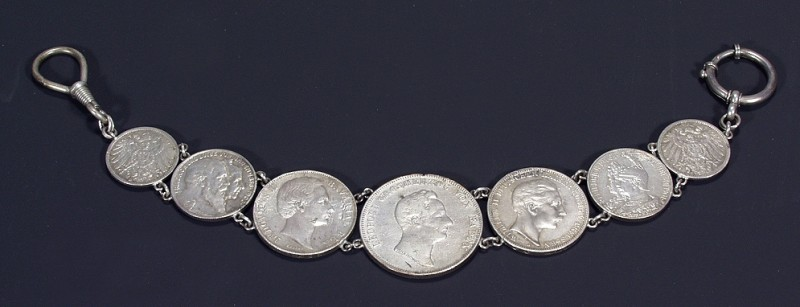
Charivari mit Silbermünzen aus Bayern, 19./20. Jahrhundert